# Estación de Rosa Parks
Rosa Parks es una estación de la línea E del RER parisino situada en el 19º distrito (arrondissement) de París.
El nombre de Rosa Parks fue dado a la estación de RER en París (distrito 19), que se inauguró el 13 de diciembre de 2015; Las paradas de tranvía que dan servicio a la estación Rosa Parks (líneas T3b y T8) también llevan su nombre.

## Servicios ferroviarios
- Trenes de cercanías: Sólo los trenes de cercanías de la línea E se detienen en esta estación.

## Correspondencias

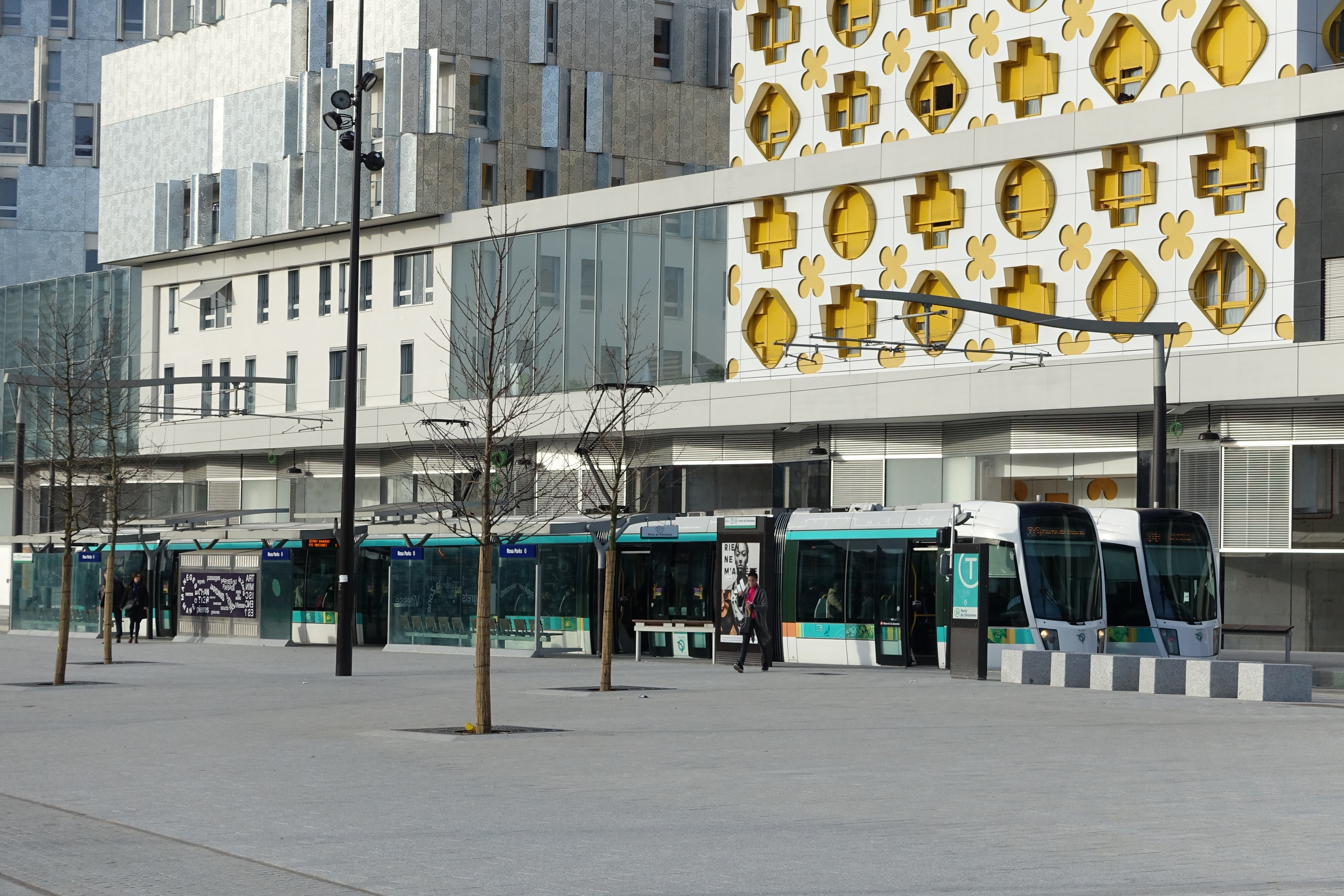
Parada de tranvía T3b

- Paradas de tranvía  y  (en el futuro).